# Runaway (singel OneRepublic)
„Runaway” – singel amerykańskiej grupy OneRepublic, wydany 25 maja 2023 roku, promujący szósty album studyjny grupy, Artificial Paradise (2024). 18 sierpnia 2023 zespół wydał akustyczną wersję utworu. 

## Teledysk
Teledysk do utworu ukazał się 26 maja 2023 roku i został wyreżyserowany przez Tomása Whitmore. W klipie można zobaczyć członków zespołu podczas ich trasy koncertowej po Azji w ośmiu miastach takich jak Manila, Tokio, Hongkong, Dżakarta, Tajpej, Singapur, Bangkok oraz Kuala Lumpur. W teledysku możemy zobaczyć także OneRepublic na szczycie kurortu Marina Bay Sands w Singapurze.

## Pozycje na listach i certyfikaty

### Notowania tygodniowe
| Notowanie (2024)                       | Najwyższa pozycja |
| -------------------------------------- | ----------------- |
| Belgia (Ultratop 50 Singles (Flandria) | 9                 |
| Belgia (Ultratop 50 Singles (Walonia)) | 9                 |
| Francja (Top Singles & Titres)         | 57                |
| Holandia (Single Top 100)              | 26                |
| Nowa Zelandia (Hot 40 Singles)         | 6                 |
| Polska (OLiA)                          | 5                 |

### Certyfikaty
| Kraj           | Certyfikat  |
| -------------- | ----------- |
| Belgia (BEA)   | złota płyta |
| Francja (SNEP) | złota płyta |
| Polska (ZPAV)  | złota płyta |